# 전재형
전재형(1983년 6월 30일 ~)은 대한민국의 배우이다.

## 학력
- 경희대학교 연극영화과

## 출연

### 영화
- 2022년 《개들의 도시》 - 대기 역
- 2021년 《이 안에 외계인이 있다》 - 스톤창 역
- 2020년 《갱》 - 파이트 클럽 역
- 2019년 《얼굴없는 보스》 - 건달 재소자 2 역
- 2014년 《한번도 안해본 여자》 - 장기준 역
- 2013년 《아이리스 2: 더 무비》 - 표진한 역
- 2006년 《썬데이 서울》 - 덕규 역
- 2006년 《싸움의 기술》 - 붕어 역
- 2005년 《몽정기 2》 - 지석구 역
- 2004년 《S 다이어리》 - 담배 남 역
- 2004년 《누구나 비밀은 있다》 - 한대영 역
- 2004년 《돌려차기》 - 성완 역
- 2004년 《내 여자 친구를 소개합니다》 - 가출 소년 2 역
- 2004년 《안녕! 유에프오》 - 유도복 역
- 2004년 《태극기 휘날리며》 - 용석 역
- 2003년 《영어완전정복》 - 극장 남 역
- 2002년 《몽정기》 - 지석구 역

### 드라마
- 2017년 MBC 《투깝스》
- 2017년 SBS 《사랑의 온도》 - 요리사 1 역
- 2017년 OCN 《터널》 - 노영진 역
- 2016년 SBS 《대박》 - 가물치 역
- 2015년 KBS2 《오 마이 비너스》
- 2015년 KBS2 《너를 기억해》
- 2015년 OCN 《아름다운 나의신부》
- 2015년 SBS 《너를 사랑한 시간》 - 창수 역
- 2013년 MBC 《불의 여신 정이》 - 개똥 역
- 2013년 KBS2 《아이리스 2》 - 표진한 역
- 2012년 채널A 《K-팝 최강 서바이벌》 - 우현 매니저 역
- 2009년 MBC 《지붕 뚫고 하이킥》 - 순재의 친구 역
- 2009년 KBS2 《남자 이야기》 - 재섭 역
- 2004년 MBC 《두근두근 체인지》